# Riszki prochod

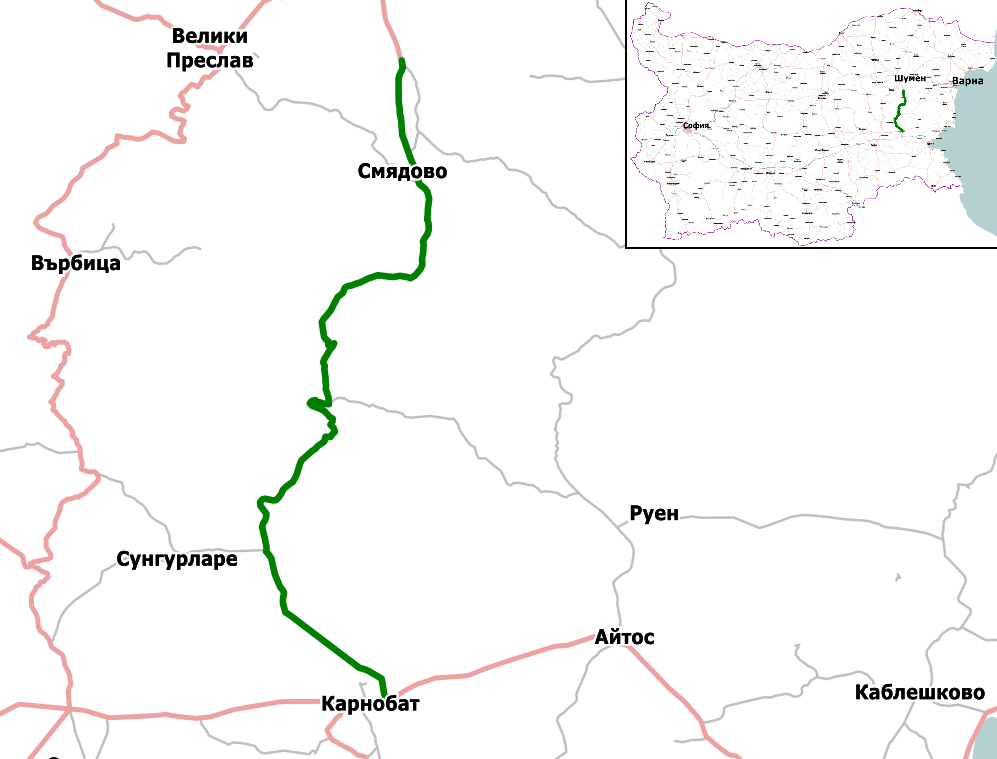

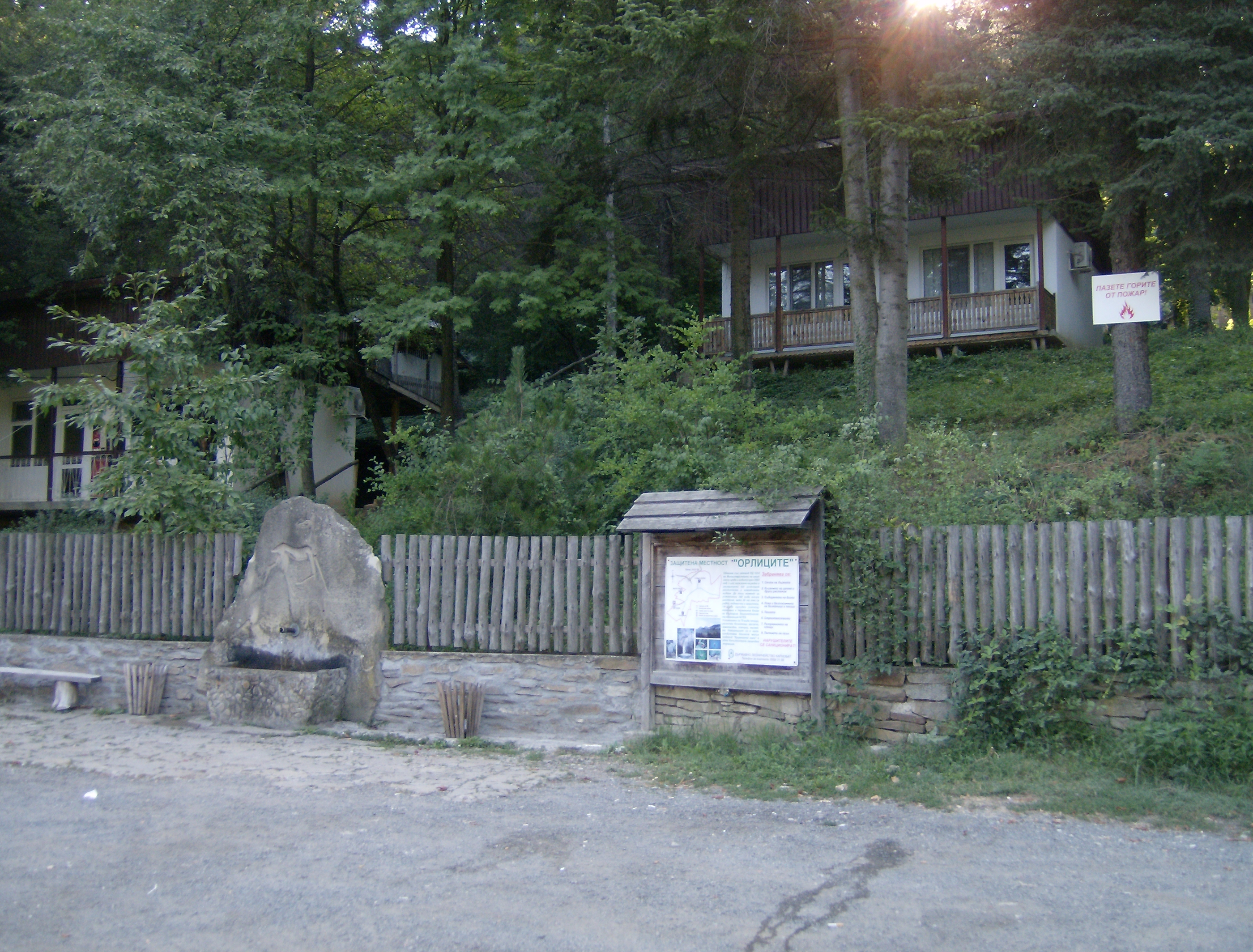
Riszki prochod – chroniony obiekt „Orlicite”, studnia przy koło Nemoj dere

Przełęcz Riszka (bułg. Ришки проход – Riszki prochod) – przełęcz we wschodniej części Starej Płaniny, w jej Kotlensko-Wyrbiszkiej części. Na południu zamyka dolinę Łudej Kamcziji, na północy prowadzi ku Szumenowi. Droga samochodowa z Karnobatu do Szumenu, która przechodzi przez Przełęcz Riszką, jest jednym z podstawowych połączeń transportowych między południową i północną Bułgarią we wschodniej Starej Płaninie. Nazwa pochodzi od pobliskiej wsi Risz.
W 759 wojska bułgarskie Winecha pokonały bizantyńskie pod wodzą Konstantyna V w bitwie na Przełęczy Riszkiej